# رائول پلوکا
رائول پلوکا (فرانسوی: Raoul Ploquin‎; ۳۰ مهٔ ۱۹۰۰ – ۲۹ نوامبر ۱۹۹۲) تهیه‌کننده فیلم و فیلم‌نامه‌نویس اهل فرانسه بود.
وی تهیه‌کننده فیلم‌هایی همچون درباره یک بازجویی و بدون گذاشتن نشانی بوده‌است. همچنین وی در بیست و هشتمین دوره مراسم اسکار نامزد جایزه اسکار بهترین داستان شده بود.